# Dan Gable
Danny Mack Gable (* 25. října 1948 Waterloo) je bývalý americký zápasník ve volném stylu, soutěžil v lehké váze.
Na střední škole se věnoval plavání a americkému fotbalu, na zápas se rozhodl zaměřit poté, co byla v roce 1964 jeho starší sestra znásilněna a zavražděna. Reprezentoval Iowa State University, během celé své kariéry v univerzitním sportu vyhrál 117 zápasů a jediný prohrál. Je držitelem zápasnické trojkoruny: získal zlatou medaili na Panamerických hrách 1971, mistrovství světa v zápasu ve volném stylu 1971 i olympijských hrách 1972. Olympijský turnaj v Mnichově dokázal vyhrát bez ztráty jediného bodu. Vyhrál také v roce 1972 významný turnaj v Tbilisi, kde porazil sovětské zápasníky na jejich domácí půdě.
Po ukončení kariéry se stal trenérem. Zápasnický tým University of Iowa dovedl k patnácti titulům v National Collegiate Athletic Association s bilancí 355 vítězství z 381 zápasů, byl také trenérem americké reprezentace na domácí olympiádě 1984, kde jeho svěřenci získali sedm zlatých medailí. Byl vyhlášen nejlepším sportovcem státu Iowa ve 20. století, jeho narozeniny jsou v Iowě připomínány jako významný den. V Iowa City byla roku 2012 odhalena jeho socha. Je známý také svým soustavným angažmá proti návrhům na vyřazení zápasu z olympijského programu.